# Décès en 1012
Décès
- 1008
- 1009
- 1010
- 1011
- 1012
- 1013
- 1014
- 1015
- 1016

Cette page dresse une liste de personnalités mortes au cours de l'année 1012 :
- 1er avril : Hermann III, duc de Souabe.
- 19 avril : Alphège, archevêque de Cantorbéry.
- 12 mai : Serge IV, pape.
- 9 juin : Tagino (en), archevêque de Magdebourg.
- 9 juin : Unger, évêque de Poznań.
- 6 août : Ōe no Masahira, poète et érudit confucéen japonais du milieu de l'époque de Heian.
- 12 août : Walthard, archevêque de Magdebourg.
- 18 octobre : Colman de Stockerau, moine irlandais ou écossais, de lignée royale, qui avait entamé un pèlerinage en Terre sainte. Soupçonné d'espionnage, il fut arrêté, torturé et exécuté à Stockerau.
- 12 décembre : Guidon d'Anderlecht, sacristain à la chapelle Notre-Dame de Laeken, puis marchand, pèlerin à Rome et à Jérusalem, avant de revenir enseigner dans son Brabant natal.
- 22 décembre : Baha' ad-Dawla Firuz, émir bouyide d'Irak, émir du Fars et du Kerman.

- Fromond II de Sens, 3° comte souverain de Sens de la dynastie des Fromonides.
- Gaston II de Béarn, vicomte de Béarn et d'Oloron.
- Jean Crescentius, autorité suprême à Rome, et après la mort de l'empereur Otton III, il prend le titre de Patrice des Romains.
- Erluin (en), évêque de Cambrai.
- Gourgen de Klarjéthie, prétendant au trône de Géorgie et un roi auto-proclamé de Tao-Klarjéthie.
- Hakim al-Nishaburi, érudit musulman sunnite, compilateur et spécialiste du hadith, auteur du célèbre Al-Mustadrak `alâ al-Sahîhayn.
- Hugues III de Lusignan, seigneur de Lusignan.
- Ibn Faradi (en), appelé Abu l-Walid 'Abdallah ibn ul-Faradi, historien.
- Jean IV, duc de Gaète.
- Otton de Basse-Lotharingie, duc de Basse-Lotharingie.
- Giovanni Morosini (it), abbé de Venise.
- Gundemaro Pinióliz (en), noble du royaume de León.
- Qâbûs, également appelé Chams al-Ma`âlî Qâbûs ben Wuchmagîr dit Chams al-Ma`âlî2 (Soleil de son excellence), prince de la dynastie perse des Ziyarides.
- Roger Ier de Carcassonne, dit aussi Roger le Vieux, comte de Carcassonne et du Razès.
- Tedald de Canossa, de la maison Canossa, comte de Brescia.
- Ad-Da'i Yusuf (en), imam yéménite.

## Crédit d'auteurs
- Cet article est partiellement ou en totalité issu de l'article intitulé « 1012 » (voir la liste des auteurs).